# Poa tennantiana
Poa tennantiana är en gräsart som beskrevs av Donald Petrie. Poa tennantiana ingår i släktet gröen, och familjen gräs. Inga underarter finns listade i Catalogue of Life.